# Pierre Schœndœrffer

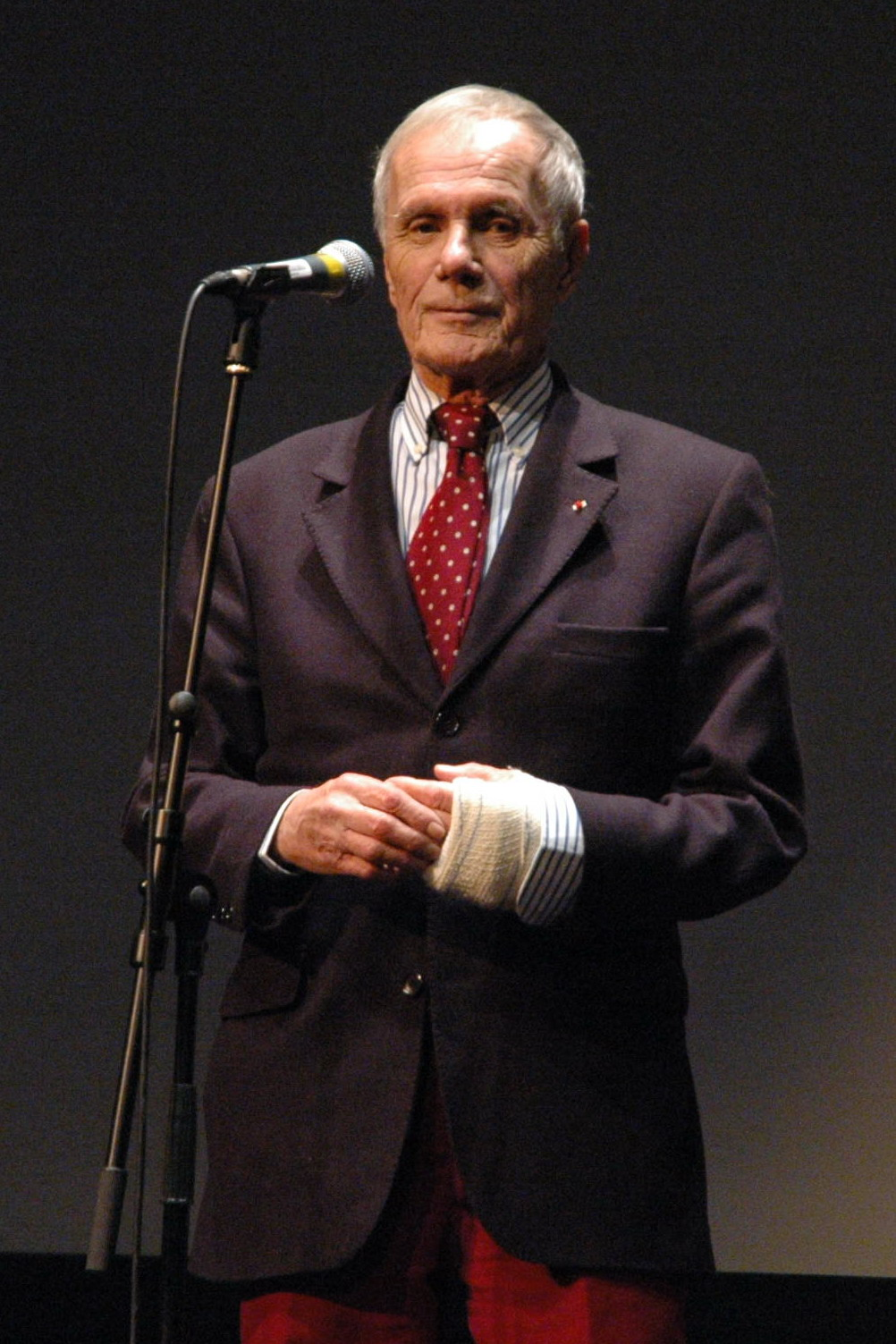
Pierre Schœndœrffer (2007)

Pierre Schœndœrffer (* 5. Mai 1928 in Chamalières, Département Puy-de-Dôme; † 14. März 2012 in Clamart, Département Hauts-de-Seine) war ein französischer Regisseur und Autor von Spiel- und Dokumentarfilmen. Wiederkehrende Motive seiner Werke sind der Krieg, die Seefahrt und der Versuch des Menschen, sich in einer gleichgültigen Welt zu behaupten.

## Leben
Von 1947 bis 1949 fuhr Schœndœrffer zur See. 1951 wurde er Kameramann der französischen Armee im Indochina-Krieg und geriet bei der Schlacht von Điện Biên Phủ in Kriegsgefangenschaft. Nach seiner Freilassung war er noch einige Zeit als privater Kriegsberichterstatter tätig.
Schœndœrffers Dokumentation 2. Kompanie, 1. Zug, Vietnam 1966 über US-amerikanische Soldaten im Vietnamkrieg erhielt 1968 den Oscar, den Prix Italia und den Emmy Award. Der Film La 317e Section gewann 1965 den Drehbuchpreis bei den Filmfestspielen in Cannes.
In seinem Film Diên Biên Phú – Symphonie des Untergangs erzählt Schœndœrffer schonungslos seine Erlebnisse in der umkämpften Festung. Er schrieb hierfür das Drehbuch und führte zugleich Regie.
Er war seit 1988 Mitglied der Académie des Beaux-Arts und hatte im Jahr 2007 deren jährlich neu besetztes Präsidentenamt inne.
2003 erhielt er den Prix littéraire de l’armée de Terre – Erwan Bergot.
Pierre Schœndœrffer ist der Vater von Frédéric Schœndœrffer und Ludovic Schœndœrffer.

## Filmografie (Auswahl)
Regie
- 1958: Pass des Teufels (La Passe du diable)
- 1959: Pêcheurs d’Islande
- 1959: Ramuntcho
- 1965: Die 317. Sektion (La 317e section)
- 1966: Paras – Goldraub in der Luft (Objectif 500 millions)
- 1967: 2. Kompanie, 1. Zug, Vietnam 1966 (La Section Anderson)
- 1969: Abschied vom König (L’Adieu au Roi) (Prix Interallié, 1969)
- 1977: Der Haudegen (Le Crabe-tambour)
- 1982: L’honneur d’un capitaine
- 1989: Farewell to the King
- 1992: Diên Biên Phú – Symphonie des Untergangs (Diên Biên Phú)
- 2003: Ein König über den Wolken (Là-haut, un roi au-dessus des nuages)